# Tramway de Kaboul-Darulaman

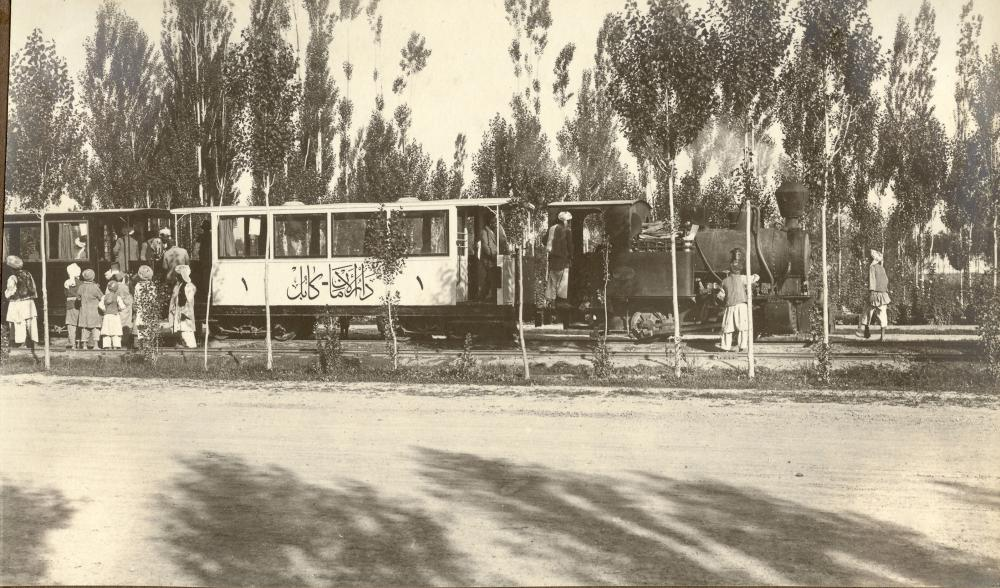
Inauguration du tramway de Kaboul à Darulaman en 1923.

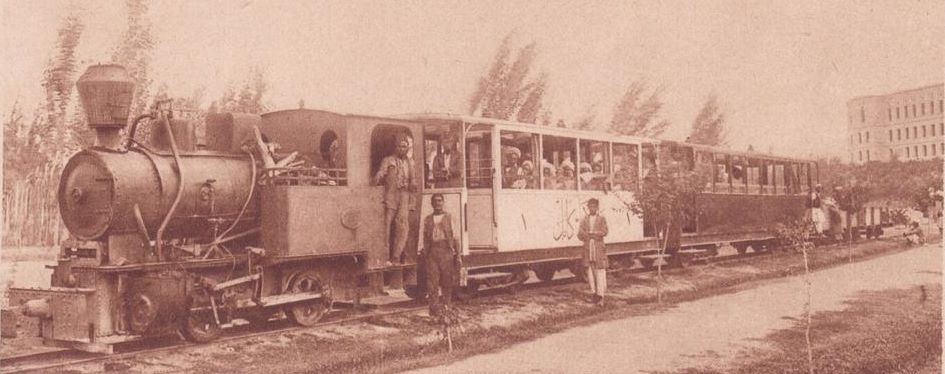
Locomotive circulant sur les 8 kilomètres de la ligne.

Le tramway Kaboul à Darulaman était une ligne ferroviaire afghane reliant Kaboul à Darulaman (en). Elle a été construite sur ordre de l'émir Amanullah Khan en 1923 et mesurait 8 kilomètres de long, allant de la capitale Kaboul à la ville nouvelle de Darulaman. La ligne est le premier chemin de fer construit en Afghanistan et fonctionne jusqu’à son démantèlement dans les années 1940. Cette ligne était construite avec un écartement de voie étroit de 762mm.

## Histoire
Entre 1919 et 1929, l’émir puis roi afghan Amanullah Khan mène une politique de modernisation du pays sur le modèle occidental. Il s'ouvre aux puissances étrangères à qui il demande de l'aide pour construire des infrastructures. Dans le même temps, Amanullah souhaite déplacer la capitale de Kaboul en bâtissant une ville nouvelle moderne pour la remplacer : Darulaman (en). Sur le boulevard reliant les deux villes, il ordonne la construction d'un ligne ferroviaire, la première du pays.
Dans l'édition de décembre 1922 du magazine britannique The Locomotive magazine (en), l'auteur mentionne que « des voyageurs en provenance d'Afghanistan déclarent qu'un chemin de fer est en cours de construction sur une distance d'environ six miles (huit kilomètres) de Kaboul jusqu'au site de la nouvelle ville de Darulaman, et qu'une partie du matériel roulant nécessaire est également fabriqué dans les ateliers de Kaboul. » . Dans l'édition d'août 1928 il est mentionnait que « le seul chemin de fer existant actuellement en Afghanistan mesure six milles (huit kilomètres) de long, entre Kaboul et Darulaman ». Trois petites locomotives à vapeur sont acquises auprès de l'entreprise allemande Henschel & Sohn.
La ligne est fermée puis démantelée dans les années 1940. Les locomotives sont conservées au musée national afghan de Kaboul.

## Locomotives

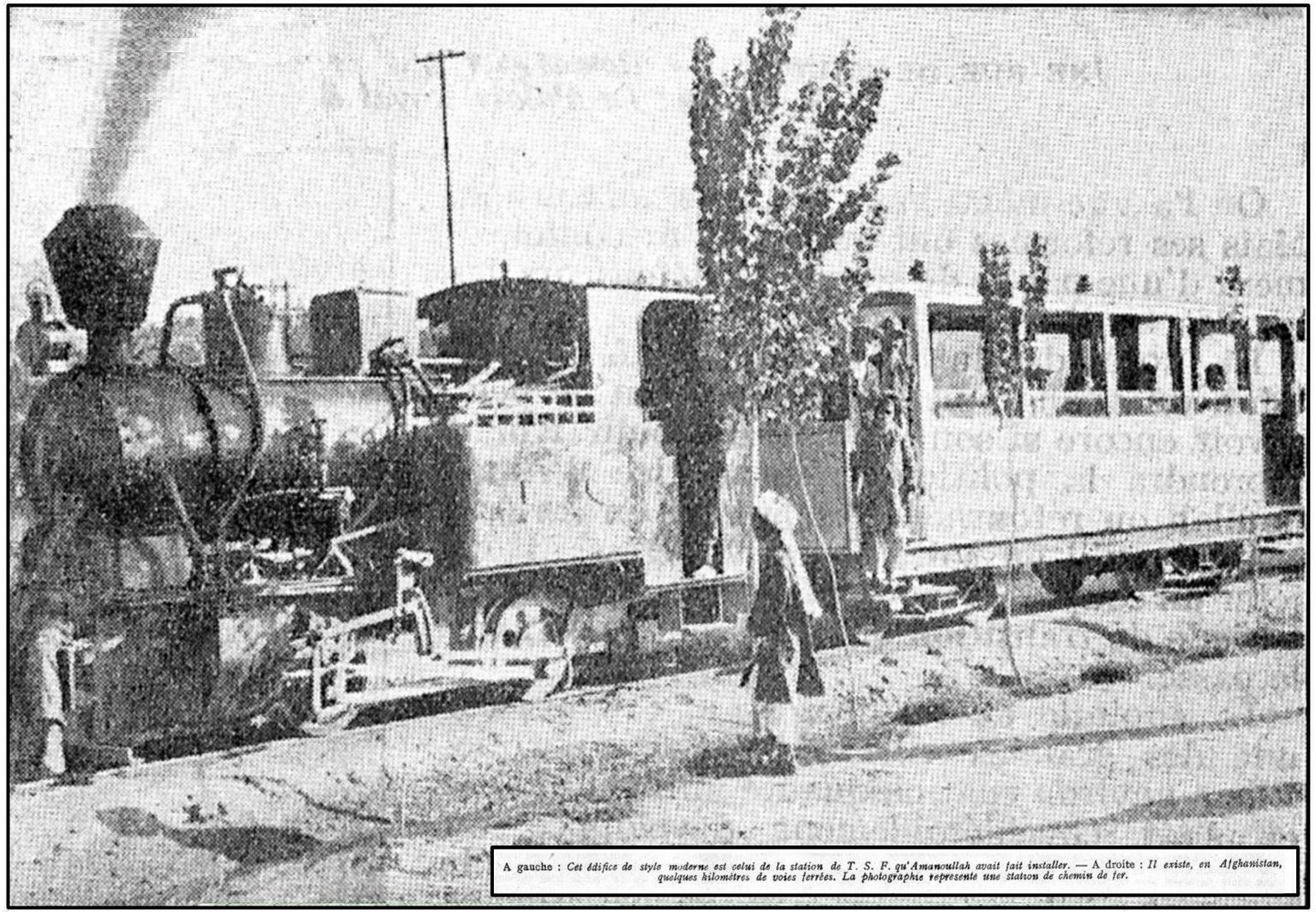
Locomotives à vapeur Henschel, Tramway Kaboul-Darulaman, années 1930.

Les trois locomotives à vapeur 0-4-0 T utilisées avaient été construites par la compagnie Henschel,. Cependant, la troisième locomotive (Henschel 19691 de 1923) pourrait éventuellement avoir un gabarit différent des autres et donc provenir d'un chemin de fer différent. Les deux autres locomotives (Henchel 19680 et 19681 de 1923) ont été trouvées à l'origine dans l'ancien hangar à machines du chemin de fer  et étaient peintes en vert (bien que fortement décolorées). La locomotive la plus intacte est la Henchel 19681 et est exposée sur une voie spécialement construite sous abri. Sous une zone couverte séparée se trouvent les deux autres locomotives ainsi que des pièces des voitures utilisées sur la ligne, telles que les bogies et les châssis.